# Personaggi di Pac-Man e le avventure mostruose
Qui di seguito sono elencati i personaggi della serie animata Pac-Man e le avventure mostruose e le informazioni su di essi.

## Personaggi principali

### Pac-Mondialisti
- Pacster "Pac"/Pac-Man: il protagonista della serie. Si crede che sia l'unico "Giallone" rimasto sul Pac-Mondo. È figlio dei due Gialloni, avventurieri e maestri di Pac-Fu, Zac e Sunny. Il suo nome è solitamente accorciato in Pac, nome a cui si aggiungono vari suffissi a seconda dei personaggi che lo citano (per esempio viene chiamato Pacster da Spiral, più comunemente Pac-Man o Paccolino da Pinky come gesto di affetto). Dopo la liberazione avvenuta per errore dell'intera orda di spettri servienti Betrayus, diviene l'eroe del pianeta e scopre di possedere caratteristiche uniche, come alcuni dei poteri derivanti dalle Super Bacche. Ha sempre fame e tramite la sua lingua infinitamente elastica riesce a ingurgitare qualsiasi cosa, inclusi fantasmi, oggetti, ecc. Inoltre, può trasformarsi in una pallina per mangiare i nemici più velocemente (in riferimento al gioco originale degli anni '80) e trasformare la sua lingua in un tubo spiralato collegato direttamente al suo stomaco. I suoi migliori amici sono Spirale e Cylindra, con i quali frequenta la Scuola Superiore Labirinto. - Doppiatrice originale: Erin Mathews; Doppiatore italiano: Andrea Oldani
- Cylindria: l'unica protagonista Pac femmina, di colore rosa. Cylindria porta degli occhiali da vista rossi e tiene sempre legati i capelli in 2 codini. È molto intelligente ed ha una piccola rivalità con Pinky per l'affetto di Pac. Come Pac-Man, anche lei è in grado di combattere i fantasmi, risucchiandoli con il CSE (Cannone Succhia Ectoplasma) o sfruttando il potere delle Super Bacche. In L'Isola delle Uova di Pasqua si scopre che la sua è una famiglia di hippie (i quali ritornano anche in Il giorno delle Bacche, speciale natalizio della serie) e che è stata cresciuta in una casa sull'albero. - Doppiatrice originale: Andrea Libman; Doppiatrice italiana: Martina Felli
- Spiral (pronunciato Spairol): Il suo nome esteso viene rivelato in Dalle Stelle alle Stalle ed è Spiralton. È un grosso e alto Pac rosso leggermente svampito. Quando Pac-Man è nei guai, lo difende sempre, specialmente da Skeebo. Spirale è molto ghiotto, come il suo migliore amico Pac e tale caratteristica è resa nota soprattutto in L'insaziabile Pac-Man. È in grado anche lui di sfruttare il potere delle Super Bacche nei momenti di difficoltà o assieme a Cylindria, di risucchiare i fantasmi con i cannoni. In L'isola delle Uova di Pasqua e Il giorno delle bacche dice di essere figlio di due famosi artisti del Pac-Mondo, i quali ad ogni festività lo truccano. - Doppiatore originale: Samuel Vincent; Doppiatore italiano: Stefano Pozzi
- Presidente Stratos Sferos: un Pac di colore verde e presidente del Pac-Mondo. È figlio di Rotonda, fratello maggiore di Betrayus e di una sorella attualmente sconosciuta. Vorrebbe la pace nel suo mondo e per questo, una volta conosciuto Pac, lo assume come protettore di PacOpoli, al fine di fermare le invasioni pianificate da suo fratello. - Doppiatore originale: Samuel Vincent; Doppiatore italiano: Marco Balbi
- Signor Circonferenza/Signor C: un Pac di colore verde che lavora come scienziato e che assume un ruolo rilevante fin dalla sua prima apparizione nel 3º episodio della serie Animali non ammessi...soprattutto i mostri! (prima parte). A volte può risultare goffo ma è di buon cuore e disposto ad aiutare chiunque lo chieda. È spesso l'inventore di molte idee folli ma anche utili. Vive nel suo laboratorio insieme al mostriciattolo Fuzbitzo e ad un robot-aiutante di sua invenzione, Macinatore. È il migliore amico del Presidente. Un tempo ha conosciuto il padre di Pac-Man e l'ha salvato durante un attacco aereo di Betrayus. - Doppiatore originale: Ian James Corlett; Doppiatore italiano: Riccardo Rovatti
- Skeebo: un Pac blu con i capelli gialli e le lentiggini. È il bullo della scuola e non perde mai l'occasione di prendere in giro Pac-Man, anche se poi si risulta un fifone. - Doppiatore originale: Matt Hill; Doppiatore italiano: Federico Zanandrea
- Sferia Suprema: una Pac di colore arancione, zia di Pac-Man, campionessa di Pac-Pong e combattente durante la guerra, ruolo messo subito in evidenza dalla sua prima apparizione in Un salto nel passato, dov'è comandante dei Combattenti per la Libertà per quanto riguarda la fazione di PacOpoli. Da Incontro Scontro ha una relazione amorosa con il Signor C ed assume un ruolo un po' più rilevante. - Doppiatrice originale: Ashleigh Ball; Doppiatrice italiana: Cristina Giolitti

### Fantasmi
- Lord Betrayus: l'antagonista principale della serie, Supremo Signore dell'Oltretomba e capo dell'esercito Fantasma che si è preso il merito di aver eliminato quasi del tutto i Gialloni (i veri fautori sono stati Apex ed il Pac-Congelatore, i quali però sembrano averli solo rapiti per studiarne i poteri). È figlio di Rotonda e quindi fratello minore del Presidente Sferos. A detta sua, la sua infanzia ed adolescenza sono state segnate da eventi traumatici e questo ha fatto sì che una volta cresciuto partecipasse alla guerra per avere per sé tutto il Pac-Mondo. Nonostante il suo piano di conquista, venne sconfitto da Pac ancora neonato e come punizione, fu tolto dalla sua forma corporea e rinchiuso nell'Oltretomba di cui divenne in seguito capo. Prima della guerra era un Pac bianco dalla forma ovoidale, mentre da fantasma è uno spirito di fuoco, bianco, nero e con dei particolari rosa, con occhi rossi avvolti da ombre nere. È egoista, arrogante, bugiardo e fifone ed il più delle volte preferisce comandare gli altri fantasmi ed i mostri, guardandoli in televisione mentre essi passano all'attacco. Il suo obiettivo è di rubare l'Albero della Vita ed il cellofrigo per avere di nuovo il suo corpo. A partire dall'episodio 14 Incontro Scontro, il suo personaggio viene approfondito con alcuni flashback e, a partire da La Grande Caccia, esce varie volte dall'Oltretomba a fin di realizzare i suoi scopi o per chiedere aiuto. - Doppiatore originale: Samuel Vincent; Doppiatore italiano: Claudio Moneta
- Dottor A.H. Chiappetti: uno spirito azzurro e strabico che porta gli occhiali, con una pinza robotica al posto del braccio destro e che nel doppiaggio originale parla con un forte accento tedesco. È uno scienziato malvagio che appare, in contrapposizione al Signor C dal 3º episodio Animali non ammessi...soprattutto i mostri! (prima parte) e da qui in avanti può essere considerato come il principale aiutante di Betrayus. È diffidente verso la Ghost Gang, poiché sospetta che i quattro fantasmi facciano il doppiogioco ed aiutino segretamente Pac-Man. Ha un fratello gemello, Maggiordomo, con il quale litiga spesso. - Doppiatore originale: Brian Drummond; Doppiatore italiano: Mario Scarabelli
- Maggiordomo: uno spirito viola che sembra indossare un frac, accompagnato da un cappello nero sulla testa: tali caratteristiche mirano a dargli l'aspetto tipico del maggiordomo all'inglese, figura sottolineata anche dal marcato accento nel doppiaggio originale. Risulta essere il servo principale di Betrayus, il quale, soprattutto nei primi episodi, si diverte anche a maltrattarlo (quando però ne ha l'occasione, si prende delle piccole e sadiche rivincite contro il suo padrone). Durante la guerra era il caporale dell'esercito, alle volte usato come spia da Betrayus. È gemello del dottore. - Doppiatore originale: Brian Drummond; Doppiatore italiano: Marco Pagani
- Ghost Gang: un gruppo di giovani fantasmi utilizzati principalmente come servi o spie da Betrayus. Anche se sono governati da quest'ultimo, in realtà si alleano segretamente con Pac-Man e i suoi amici. Il gruppo è formato da:
  - Blinky: il leader e il secondo fantasma più vecchio del gruppo. È di colore rosso, con un ciuffo in testa e dagli occhi azzurri. Spesso litiga con Inky ed è molto furbo. Nonostante si comporti da "capo", tiene moltissimo ai suoi amici. In L'Addestramento si scopre che in vita è stato un abile maestro di Pac-Fu, una tecnica simile al Kung-Fu usata per difendersi dai più abili Pac-Mondialisti. - Doppiatore originale: Ian James Corlett; Doppiatore italiano: Massimo Di Benedetto
  - Inky: sarcastico, codardo e doppiogiochista fantasma blu dagli occhi verde acqua. È il più giovane del gruppo e, anche se vuole molto bene all'amico più grande Blinky, i due litigano spesso, conseguentemente fermati da Clyde. - Doppiatore originale: Lee Tockar; Doppiatore italiano: Mattia Bressan
  - Pinky: l'unico fantasma femmina del gruppo. Dal colore e dagli occhi rosa, Pinky è testarda e impulsiva. È innamorata di Pac-Man e odia Cylindria perché pensa che quest'ultima provi lo stesso sentimento verso di lui. È disposta a fare qualsiasi cosa per dimostrare il suo amore verso Pac, come aiutarlo nelle situazioni più rischiose ed esposte agli occhi di Betrayus e soprattutto del Dottore. In Un vivace San Paclentino mostra per la prima volta la sua abilità di trasformarsi in un enorme ciclope rosa quando arrabbiata e gelosa. - Doppiatrice originale: Ashleigh Ball; Doppiatrice italiana: Jenny De Cesarei
  - Clyde: il più grande del gruppo. Ha gli occhi fucsia ed è di color arancione. Clyde può sembrare stupido ma in realtà è molto saggio e spesso cerca di risolvere i litigi fra Inky e Blinky. È molto premuroso e ha una passione per i dolci come Pac-Man. Conosce ben nove lingue, tra cui la lingua dei mostri. Quando è nervoso si lacera in due. - Doppiatore originale: Brian Drummond; Doppiatore italiano: Gabriele Marchingiglio

## Personaggi secondari

### Pac-Mondialisti
- Signorina Globularina: una Pac celeste, è l'insegnante di Pac, Cyli e Spirale ed appare solo quando i tre sono a scuola. - Doppiatrice originale: Erin Mathews; Doppiatrice italiana: Cinzia Massironi
- Sherry: una Pac rosa con una lunga coda fucsia. È una simpatica ed attiva compagna di classe di Pac, Spirale e Cyli ed appare in alcuni episodi come personaggio di supporto o semplicemente come comparsa. - Doppiatrice originale: Tabitha St. Germain; Doppiatrice italiana: Cinzia Massironi
- Zac & Sunny: il padre e la madre di Pacster. Combattenti durante la guerra, alla fine della quale sembrano aver perso la vita. Appaiono in molte foto, nelle quali rivestono il ruolo di avventurieri subacquei o maestri di Pac-Fu. - Doppiatore originale (Zac):? - Doppiatrice originale (Sunny):?; Doppiatore italiano (Zac): Diego Sabre - Doppiatrice italiana (Sunny): Cinzia Massironi
- Ottuso: un Pac color verde scuro alleato di Betrayus che appare per la prima volta in ruolo di spia nell'episodio Eroe da strapazzo, per poi tornare come candidato alla presidenza del Pac-Mondo in Doppie elezioni, con l'obiettivo di informare Betrayus su dove si trovano il Cellofrigo e l'Albero della Vita una volta aver vinto le elezioni ed essersi insiedato alla Casa Tonda. - Doppiatore originale: Lee Tockar; Doppiatore italiano: Massimiliano Lotti (1a voce) Alessandro Maria D'Errico (2a voce)
- Signor Sbrodolone: un Pac biondo di color verde acqua e dotato di baffi. È l'addetto alla sicurezza del Pac-Mondo ed appare in Caldo Caldissimo. Nel corso dell'episodio accusa il Signor C. di aver provocato l'innalzamento della temperatura al di sotto della città, proibendo un suo intervento nel cercare una soluzione ad una possibile catastrofe. Alla fine viene licenziato dal Presidente per incompetenza. Appare di nuovo in Invasione aliena come alleato per contestare l'esercito dei Testa a Punta, ed in Il giorno delle Bacche tra gli invitati alla festa di Pac-Man. - Doppiatore originale:?; Doppiatore italiano: Massimiliano Lotti
- Signor Duomo: un Pac di colore rosso che insegna ginnastica alla Scuola Superiore Labirinto. Appare per la prima volta in Incontro Scontro, per poi fare un'apparizione minore in La leggenda della Valle Spaventosa. - Doppiatore originale: Ian James Corlett; Doppiatore italiano: Diego Sabre
- Signor Strictler: un Pac di colore azzurro, dai capelli grigi e con indosso un cravattino. È il padre di Sherry e dirige la scuola guida di PacOpoli, insegnando a guidare lui stesso. Ha un carattere autoritario e pignolo e nell'episodio Pac-Man al volante cerca in tutti i modi di ostacolare i suoi studenti nel prendere la patente, arrivando a bocciare persino sua figlia. Ciò nonostante, dopo aver assistito alle abili doti di Pac-Man alla guida della Pachercini durante un contrattacco nell'Oltretomba, decide di dargli la possibilità di ripresentarsi per cercare di ottenere il foglio rosa. Fa una breve apparizione insieme a sua figlia in Il giorno delle Bacche. - Doppiatore originale: Mark Oliver; Doppiatore italiano: Diego Sabre
- Pac-Congelatore: il vero responsabile della strage dei Gialloni durante la guerra. Appare, in ruolo di antagonista, in Un vivace San Paclentino, ingaggiato da Betrayus per catturare Pac-Man. Si presume che in realtà lavori per Apex, il capo dei Testa a Punta. - Doppiatore originale: Ian James Corlett (impersonando Arnold Schwarzenegger in Terminator (film); Doppiatore italiano: Lorenzo Scattorin
- Rotonda: una Pac di color rosa carne, madre di Stratos, Betrayus e forse di una terzogenita che viene solamente citata nell'ultimo episodio della serie. Appare come personaggio principale in La grande caccia ed in tal episodio viene posseduta da Betrayus. Fa un cameo in La festa di Halloween. - Doppiatrice originale: Tabitha St. Germain; Doppiatrice italiana: Caterina Rochira
- Do-Ug: un bambino primitivo di color marrone e dai capelli crespi che appare per la prima volta in Un salto nella Preistoria. All'inizio dell'episodio, per colpa di un piano progettato da Betrayus e il Dottor Chiappetti, viene scongelato nei pressi di un vulcano e, risvegliatosi dal suo sonno millenario, attacca Pac-Man, rendendosi però in seguito conto che in realtà lui e i suoi amici lo vogliono solo aiutare. Grazie ad un viaggio nel tempo sulla Pachercini, riuscirà a riunirsi al suo antico villaggio situato nella Preistoria. - Doppiatore originale: Gabe Khouth; Doppiatrice italiana: Cinzia Massironi
- Danny Vanagloria: un Pac lilla dotato di occhiali e un grande naso a punta che appare in Dalle Stelle alle Stalle, ove funge da regista di una serie incentrata sulle avventure di Pac-Man, a fine di sfruttarne il successo derivante dal salvare PacOpoli dai fantasmi ogni giorno. Inizialmente si crede che voglia distruggere l'immagine pubblica di Pacster, creando all'interno della sua serie situazioni assurde ed imbarazzanti, ma in seguito si scoprirà che è stato per tutto il tempo posseduto da uno Spaventoso inviato da Betrayus. Dopo essere stato salvato insieme alla sua troupe chiederà a Pac di girare una serie veritiera e focalizzata sulle sue azioni in tempo reale, ma l'eroe rifiuterà dopo aver capito di dover comportarsi in maniera adeguata e rispettosa nei confronti dei suoi amici, restando con i piedi per terra. Verso la fine lo vediamo invece alle prese con Betrayus, che lo assilla affinché crei una fiction incentrata sulle sue avventure nell'Oltretomba, non ottenendo una risposta definitiva. - Doppiatore originale: Kyle Rideout; Doppiatore italiano: Diego Sabre
- Moondog: il padre di Cyli. È un Pac color lavanda ed appare per la prima volta in L'Isola delle Uova di Pasqua insieme alla moglie e alla suocera, per poi tornare in Il giorno delle Bacche. In entrambi gli episodi lui e il resto della famiglia si presentano come un allegro trio di hippie in possesso di un pullmino con cui girano il mondo. - Doppiatore originale:?; Doppiatore italiano: Paolo De Santis
- Starchild: la madre di Cyli. Come il marito, è una Pac color lavanda ed appare insieme a lui e alla madre in L'Isola delle Uova di Pasqua, per poi tornare tutti e tre insieme in Il giorno delle Bacche. - Doppiatrice originale:?; Doppiatrice italiana: Cinzia Massironi
- Nonnina: la nonna di Cyli. Come la figlia, è una Pac color lavanda. È molto attiva e in L'Isola delle Uova di Pasqua cerca di essere d'aiuto a Cyli e ai suoi amici nella lotta contro gli spettri, cercando di colpire Betrayus con un CSE. Torna insieme al resto della famiglia in Il giorno delle Bacche. - Doppiatrice originale: Tabitha St. Germain; Doppiatrice italiana: Renata Bertolas
- Babbo Pac: la versione Pac-Mondialista di Babbo Natale. Appare in Il giorno delle Bacche, dove viene rapito dagli spettri di Betrayus e portato nell'Oltretomba con il fine di rovinare il Baccagiorno a tutti. - Doppiatore originale: Richard Newman; Doppiatore italiano: Antonio Paiola
- Elliptica: chiamata semplicemente "Elli" da amici e parenti, è una Pac lilla in visita a PacOpoli nell'ultimo episodio della seconda stagione Un ospite di riguardo. Vive a PacTokyo con la madre ed è la nipote di Stratos e Betrayus. Suo padre è scomparso durante la guerra e pare essere a conoscenza del luogo in cui si trovano i genitori di Pacster. Nel corso dell'episodio mostra un certo interesse nei confronti dell'eroe ma la loro relazione rischia di venir interrotta da un attacco di gelosia di Pinky e dal piano di suo zio Betrayus. - Doppiatrice originale: Kazumi Evans; Doppiatrice italiana: Cinzia Massironi

### Fantasmi

#### Esercito Fantasma
È composto dagli scagnozzi di Betrayus e da alcuni nemici secondari apparsi nel corso della serie. I più deboli temono Pac-Man e vengono molto spesso afferrati dalla sua lunga lingua o direttamente mangiati, per poi essere sputati sotto forma di occhi. I più importanti sono:
- Normali: possono essere di colore verde, rosso, blu, rosa e arancione. Sono i fantasmi più deboli e vengono facilmente mangiati da Pac-Man. Quando un fantasma è spaventato diventa piccolo e blu e ha la bocca e gli occhi bianchi. Di essi fanno parte anche due fantasmi usati per lo più come comparse, ovvero Glooky, fantasma verde amico di Blinky frequentemente mangiato da Pac-Man, Fred, un fantasma bianco che funge da bandiera da bianca in Incontro Scontro, e Mavis, una ragazza fantasma arancione con un paio di occhiali da sole sulla testa. - Doppiatrice italiana (Mavis): Jasmine Laurenti (1a voce) Valentina Pallavicino (2a voce)
- Spaventosi o Tentacoli: sono principalmente di colore nero, accompagnato poi da altre tonalità (rosso, azzurro ecc.) ,hanno diversi tentacoli e quattro occhi. Due di loro, uno di colore rosso ed un altro azzurro, si distinguono particolarmente nella serie, venendo usati da Betrayus per recuperare il Cellofrigo, una prima volta in Operazione Cellofrigo e poi in Il genio della lampada ed in altre operazioni di conquista.
- Ciclopi: sono molto grossi e hanno un occhio solo con diverse corna sulla testa e due denti aguzzi nella bocca. Uno di questi possiede un take away nell'Oltretomba e il suo nome è Ogol, uno dei pochi fantasmi gentili. Pac può afferrarli con la lingua, per poi risucchiarli dalla coda. - Doppiatore originale (Ogol): Lee Tockar; Doppiatore italiano: Graziano Galoforo
- Spirito di fuoco o di ghiaccio: sono rispettivamente di colore arancione e azzurro e possono bruciare e congelare qualsiasi cosa col loro soffio. Pac riesce a mangiarli a seconda della trasformazione scelta tra Pac Ghiaccio o Pac Fuoco.
- Guardie: sono composti da due tipologie: la prima è a guardia dei confini dell'Oltretomba ed appare come un grosso fantasma verde con baffi a capelli, con in dotazione un bastone per attaccare gli intrusi; la seconda è formata dalle guardie personali di Betrayus, ovvero dei piccoli fantasmi blu con indosso un elmetto nero dotato di sirena.
- Fantasmi Trivella: sono fantasmi usato al solo scopo di perforare il terreno, con in testa una trivella ed inseriti sulla punta di uno speciale macchinario del Dottor Chiappetti. Proprio a causa di questo brusco trattamento appaiono sempre spaventati.
- Spettri Virus: fantasmi infettati da malattie nel mondo reale ed in seguito trasferiti all'interno dei computer grazie ad uno scanner situato nel laboratorio del Dottor Chiappetti. Appaiono nell'episodio Avventura nel Cyberspazio, dove infettano tutte le apparecchiature elettroniche presenti sul Pac-Mondo. Doppiatore italiano: Graziano Galoforo
- Spectro: uno spettro di fuoco usato come spia da Betrayus per rubare il Cellofrigo in Scacco allo Spettro. Alla fine, grazie ad un sotterfugio, si viene a sapere che in realtà il suo obiettivo è quello di riprendersi il corpo e conquistare così il ruolo di Capo dell'Oltretomba. Appare nuovamente in Un ospite di riguardo ed in Il giorno delle bacche con diversi ruoli. - Doppiatore originale: Brendan Ryan Barrett; Doppiatore italiano: Graziano Galoforo (1a voce) Paolo De Santis (2a voce)
- Maestro Goo: un calmo ma severo spettro insegnante di Pac-Fu. Durante la rivolta scatenata da Betrayus, ha scoperto il lato oscuro del Pac-Fu e si è schierato a favore dei ribelli, venendo conseguentemente trasformato in uno spirito. In L'Addestramento, viene ingaggiato da Betrayus con il fine di insegnare ai fantasmi l'arte del Pac-Fu. - Doppiatore originale: Vincent Tong; Doppiatore italiano: Marco Balzarotti
- Fantasmi Cavalieri: il Dottor Chiappetti ha creato un'armatura indistruttibile per i fantasmi. Appaiono solo nell'episodio Il blocco dell'inventore, qui l'unico modo per distruggere le armature sarà perché il signor Circonferenza creò nel sonno un'invenzione capace di distruggere queste armature.

Fantasmi singoli
Di seguito elencati i fantasmi che sono apparsi pur non facendo parte dell'Esercito fantasma:
- Spiritoroidi: un asteroide fantasma che, a causa di un macchinario attraente progettato dal Dottor Chiappetti, in Pac Pianeta Vs Spiritoroide rischia di distruggere l'intero Pac-Mondo, Oltretomba incluso. Al suo interno sono presenti spettri alieni che cercano di attaccare Pac-Man, ma questi riesce a respingerli facendoli schiantare contro lo stesso Spiritoroide.
- Capitan Lamento: uno spettro pirata che appare insieme alla sua ciurma in I Bucanieri Interstellari. Proviene dallo spazio ed è ossessionato dal catturare Mooby, una Pac-mucca gigante aliena che ha rubato il suo tesoro per errore. Possiede un piccolo drago verde che porta sempre sulla spalla e che funge da pappagallo. - Doppiatore originale:?; Doppiatore italiano: Marco Balzarotti
- Spiriti Squalo: squali fantasmi che appaiono per la prima in PacAtlantide. Hanno il compito di proteggere la Bacca della Giovinezza e per questo attaccano il gruppo di Pac-Man, la Ghost Gang e la squadra di Betrayus senza pietà.
- Eeghost: Eeghost è il servo del Dr. Pacenstein appare solo nel episodio: "Una festa da paura: Parte 1".

### Teste a Punta
- Apex: un alieno di colore grigio facente parte del popolo dei Testa a Punta. Appare per la prima volta in Il canto di Pac-Man, dove all'inizio mostra intenzioni pacifiche, instaurando un rapporto apparentemente amichevole con il Presidente. Subito dopo però rivela il suo piano di conquista, sventato da Pac grazie al suo canto stonato. Torna in Invasione Aliena, alleandosi inizialmente con Betrayus e poi tradendolo per tenere il Pac-Mondo sotto il controllo del suo popolo. Afferma di aver imprigionato tutti i Gialloni, compresi i genitori di Pac-Man. La sua ultima apparizione, sempre in veste di avversario (di Pac-Man e parzialmente, di Betrayus) è in Una Gara Cosmica, affiancato dall'alleato Tip. - Doppiatore originale: Colin Murdock; Doppiatore italiano: Lorenzo Scattorin
- Professor Testa Appuntita: uno scienziato che assiste Apex in Invasione Aliena, dimostrando di possedere un quoziente intellettivo pari o addirittura superiore a quello del Signor C e del Dottore. - Doppiatore originale: Lee Tockar; Doppiatore italiano: Graziano Galoforo
- Tip: un Testa a Punta dal fisico muscoloso che inizialmente affianca Apex in Una gara cosmica, episodio nel quale sente una forte rivalità nei confronti di Pac-Man, non nascondendo però anche una certa simpatia. In seguito, dopo un'alleanza tra Apex e Betrayus che prevede di vincere entrambi ma scaricare i più deboli, decide di allearsi definitivamente con Pac-Man, aiutandolo a fermare i due antagonisti. - Doppiatore originale: Gabe Khouth

### Robot
- Macinatore: è un robot costruito dal Signor C con lo scopo di avere un aiutante, ma molte volte ragiona a modo suo e pare non volergli dare ascolto.
- Macinatrice: un robot femmina costruito da Macinatore in Un amore di robot per non sentirsi solo nel giorno delle coppie. Nel corso dell'episodio, dopo essere stata abbandonata a causa di un malfunzionamento, viene trovata e modificata da Chiappetti e usata come serva per raggiungere il Cellofrigo e L'Albero delle Vita. Nonostante sia controllata, dimostra di saper amare Macinatore e alla fine riesce a liberarsi, diventando la sua fidanzata.

### Mostri
- Fluffy: un enorme barboncino bianco, cane da guardia dell'Oltretomba appartenente a Betrayus. È dotato di tre teste ed è in grado di trasformarsi in una versione più aggressiva di sé quando si arrabbia. Solitamente obbedisce al suo padrone e lo consola durante le occasioni peggiori, come il rivivere di un trauma passato o un'operazione sventata da Pac.
- Fuzbitzo: un mostriciattolo che assomiglia ad un cane ma con due orecchie lunghe. Quando si arrabbia si trasforma in un mostro dai denti aguzzi, le sue orecchie si allungano e alle estremità vi escono tre dita. Fuzbitzo non è come tutti i mostri e al posto di essere cattivo ha un cuore d'oro. Doppiatore originale: Lee Tockar
- Gargoyle: violenti mostri alati che assumono un ruolo rilevante solo in Animali non ammessi...soprattutto i mostri! (prima parte) e Animali non ammessi...soprattutto i mostri! (seconda parte), utilizzati dal Dottore come cavie per i suoi esperimenti al fine di attaccare PacOpoli.
- Sputafuoco: draghi da un occhio solo che vivono nell'Oltretomba e che solo poche volte vengono utilizzati per attaccare il Pac-Mondo o, come succede in Caldo Caldissimo e Un salto nella Preistoria, per alzare la temperatura al di sotto della città.
- Cuccioli: mostri neri di media lunghezza, con due gambe, occhi simili a quelli di un'anguilla e grandi denti aguzzi. Nonostante il loro aspetto feroce in realtà sono piuttosto innocui ed alcuni spettri sono stati pure in grado di addomesticarli.
- CaldeAli: pipistrelli da un occhio solo abbastanza innocui nelle loro apparizioni, ma che sembrano essere in grado di incendiarsi in determinati momenti.
- Pulce Mannara: una pulce estratta dal pelo di Fluffy e modificata dal Dottor Chiappetti in un essere che, una volta morsa la sua vittima (Pac-Mondialista o spettro che sia), è capace di avviare un processo di trasformazione in un Pac-Mannaro, un lupo dalle sembianze minacciose e privo di autonomia. Viene sconfitta e rispedita nell'Oltretomba in La festa di Halloween.
- PiedEnorme: un essere che riprende le sembianze del leggendario Bigfoot, ma con solo un piede più grande dell'altro. Appare in La leggenda della Valle Spaventosa, episodio nel quale si innamora di Pac-Man, risultando quindi in realtà femmina nonostante le apparenze. - Doppiatrice italiana: Cristina Giolitti

### Altre specie
- Lumaconi: piccole lumache modificate al fine di contenere una videocamera in grado di spiare l'intero Pac-Mondo dall'Oltretomba. Come affermato in Scacco allo spettro, alcune di loro hanno anche un nome.
- Colossi di pietra: statue di pietra a guardia del Tempio di Melma situato nell'Oltretomba.
- Pac-Asaurus Rex: dinosauri riportati in vita dal Dottor Chiappetti tramite un raggio in grado di rianimare i fossili. In Jurassic Pac vengono controllati a distanza da Betrayus e il Dottore grazie al chip controlla-mente, portando devastazione lungo le strade di PacOpoli.
- Verme Spaziale dello Spazio-Tempo: un verme gigante abitante del cosmo e con l'abilità di trasportare i malcapitati in un'altra dimensione o periodo temporale. La prima apparizione si ha in Un salto nel futuro, dove Pac-Man, a bordo del Razzo Limone, viene trasportato in un futuro distopico dominato da Betrayus.
- Pac-Chioccia Pasquale: una crudele chioccia fatta di marshmallow che vive sulla leggendaria Isola di Pasqua. In L'Isola delle Uova di Pasqua rapisce tutti gli spettri presenti nell'Oltretomba tranne Betrayus, con lo scopo di farlo sentire solo in un regno dimenticato. Si tratta infatti di una vendetta nei confronti dello spettro a causa di alcuni suoi scherzi organizzati da bambino durante la tradizionale caccia alle uova, dove arrivava sempre ultimo senza trovare nulla. - Doppiatrice originale: Ashleigh Ball; Doppiatrice italiana: Cristina Giolitti

### Altri personaggi
- Madame Ghoulashia: la strega dell'Oltretomba invocata da Betrayus in La pozione Porta-Sfortuna. Senza poterlo prevedere, si innamora di lui e si fa promettere di portare a termine il piano solo se lui la sposa. Ciò nonostante alla fine dell'episodio, dopo essere stata rifiutata, sembra improvvisamente innamorarsi di Chiappetti e lo insegue fin fuori dal castello. Riappare nuovamente in La festa di Halloween come veggente e in Una festa da paura come nemica di Pac, Cyli e Spirale. - Doppiatrice originale: Kathleen Barr; Doppiatrice italiana: Cristina Giolitti
- Conte Pacula: un Pac vampiro risiedente dentro ad una bara ai confini dell'Oltretomba, in grado di risvegliarsi solo con le doppie lune blu, evento che si verifica nel Pac-Mondo ogni 100 anni durante la notte di Halloween. Viene risvegliato da Betrayus in Un Pac-Man da mordere con lo scopo di mordere Pac e di trasformarlo in uno zombie. Una seconda versione invece appare in Una festa da paura, dove risiede nel classico castello in Transylpacia. Infastidito dai continui esperimenti del Dr. Pacenstein, decide di allearsi con Pac, Cyli e Spirale e fermare il suo rivale. - Doppiatore originale: Lee Tockar; Doppiatore italiano:Graziano Galoforo
- Jean: un violento genio femmina che appare in Il genio della bottiglia. La bottiglia dentro la quale è rinchiusa viene rinvenuta da Pac-Man e allo scoccare del terzo desiderio, ella si libera e lo rinchiude al posto suo. In seguito viene affrontata e sconfitta grazie alla trasformazione in Pac-Mago. - Doppiatrice originale: Nicole Oliver; Doppiatrice italiana: Renata Bertolas
- Signori Supremi delle Terre Lontane: un gruppo di strane creature celesti incorporee di cui si rivela la presenza in Una Gara Cosmica, dove interrompono improvvisamente lo scontro tra Pac-Mondialisti, Spiriti e Testa a Punta, poiché questi disturbano il loro sonno anche se sono lontani un numero indefinito di galassie. Per decidere chi deve sopravvivere delle tre razze, fanno sfidare ad una gara di corsa Pac in coppia con Spirale, Betrayus in coppia con Chiappetti, e Apex in coppia con il nuovo arrivato Tip. - Doppiatore originale:?; Doppiatore italiano: Marco Balzarotti
- Mummia stregone: una mummia dotata di poteri magici ed in cerca di un nuovo corpo che appare in Dentiera Funesta. Dopo aver dato vita per errore alla sua dentiera sporca rendendola un essere malvagio, rimane sepolta sotto le macerie di un antico tempio. Alla fine, dopo averla ripulita grazie agli attrezzi di Macinatore, diviene amica di Pac, Cyli e Spirale. - Doppiatore originale: Paul Dobson; Doppiatore italiano: Marco Balzarotti
- Dr. Pacenstein: un cervello parlante, ridotto in questo stato dai suoi continui esperimenti da scienziato pazzo. È l'antagonista principale di Una festa da paura, dove all'inizio accetta di allearsi con Betrayus e Chiappetti con l'obiettivo di distruggere definitivamente Pac-Man, tradendoli poi una volta effettuato uno scambio di cervelli ed aver intrappolato Pac all'interno della sua boccia di vetro. Entrato in possesso del corpo di Pac, comincia a seminare il caos a PacOpoli, mangiando tutto ciò che vede, inclusi gli spettri. Alla fine viene fermato da Pac, Cyli, Spirale ed il Conte Pacula, suo acerrimo nemico e fatto tornare al suo stato originale di cervello in vetro. Inizialmente viene aiutato da Eeghost, uno spirito privo di autonomia che sta ad ogni suo comando. Esso viene poi mangiato dal suo padrone dopo aver effettuato lo scambio. - Doppiatore originale (Pacenstein):? - Doppiatore originale (Eeghost):?; Doppiatore italiano (Pacenstein): Paolo De Santis - Doppiatore italiano (Eeghost): Diego Sabre